# ۱۹۷۳ (ترانه)
«۱۹۷۳» ترانه‌ای از جیمز بلانت و تک‌آهنگ اصلی دومین آلبوم استودیویی او به‌نام همهٔ روح‌های گمشده است.
بلانت در این ترانه با زنی به‌نام «سیمونا» راجع به اوقات خوشی که چندین شنبه‌شب در سال ۱۹۷۳ در یک کلاب داشته‌اند صحبت می‌کند. اما در واقعیت نه سیمونایی وجود دارد و نه سن بلانت به کلاب رفتن در سال ۱۹۷۳ قد می‌دهد. او این ترانه را درمورد زنی نوشته که در کلاب «پاچا» ی ایبیزا با هم ملاقات کردند و متن نوعی ادای احترام به اوقات خوشی‌ست که بلانت تصور می‌کند می‌توانستند با هم داشته باشند. بلانت در یک مصاحبه توضیح داده که برای حفظ حریم خصوصی آن زن نام مستعار «سیمونا» را در ترانه استفاده کرده‌است. گرچه به نظر می‌رسد انتخاب تاریخ ۱۹۷۳ تصادفی باشد، اما این عدد با سال افتتاح «پاچا» مطابقت دارد.

## موقعیت در جدول‌های فروش
| چارت موسیقی (۲۰۰۷)                         | بالاترین جایگاه |
| ------------------------------------------ | --------------- |
| جدول موسیقی سوئیس                          | ۱               |
| فهرست برترین‌های سوئد                       | ۷               |
| جدول کنترل رسانه آلمان                     | ۲               |
| او۳ تاپ ۴۰ اتریش                           | ۱               |
| ۱۰۰ تک‌آهنگ برتر هلند                       | ۳               |
| اولتراتاپ بلژیک (فلاندرز)                  | ۳               |
| اولتراتاپ بلژیک (والونیا)                  | ۱               |
| جدول‌های رسمی فنلاند                        | ۱۱              |
| وی‌جی-لیستای نروژ                           | ۷               |
| هیت‌لیسن دانمارک                            | ۹               |
| فدراسیون صنعت موسیقی ایتالیا               | ۲               |
| جدول‌های ای‌آرآی‌ای استرالیا                  | ۱۱              |
| انجمن صنعت ضبط نیوزیلند                    | ۹               |
| ۱۰۰ تک‌آهنگ داغ بیلبورد ایالات متحدهٔ آمریکا | ۷۳              |
| جدول تک‌آهنگ‌های بریتانیا                    | ۴               |
| ۱۰۰ آهنگ داغ کانادا                        | ۱۳              |
| ۱۰۰ آهنگ داغ اروپا                         | ۱               |